# 角田市
角田市（日语：／ Kakuda shi */?）是位於日本宮城縣南部的城市。轄區東邊和西邊被丘陵包圍，阿武隈川流經市中心旁內並往北流，當地人口則集中在市中心的角田地區。角田市有許多和製造相關的企業在此聚集，室內製造業的生產額佔全市的總生產額約50%以上。而日本的宇宙航空研究開發機構（JAXA）在市內設有角田太空中心。

## 地理
角田市境內約38.6%的面積被山林與原野覆蓋，30%的土地為農業用地。東部和西部皆被海拔300公尺以下，地勢起伏較小的阿武隈山地的山岳包圍。阿武隈川流經中央地區的低地東側，並在東邊的岩沼市和亘理町邊界注入太平洋。小田川、尾袋川、雜魚橋川、高倉川、櫻井川、半田川等河也流經市內，並在北邊匯入阿武隈川。

### 氣候
角田市為宮城縣内氣候較溫暖的區域。根據統計，1991年至2020年角田市的年均溫為12.2℃，年均降雨量為1375.2毫米，年日照時數則為1901.2小時。當地冬季受到西北季風的吹拂，4月至5月的降霜則會對當地的旱田作物造成損害。

## 歷史
角田市自古時便有人類居住，市内曾發掘出土浮貝塚、腰休貝塚等繩紋時代各時期的遺跡。其中位於中部地區的梁瀨浦遺跡曾出土大量的繩紋土器和數十件土錘等文物，而梁瀨浦遺跡於近代被指定為日本的史跡。位於南部的角田郡山遺跡則被認為是7世紀末至8世紀初建造的伊具郡郡衙的遺跡。
昭和29年（1954年），枝野村、藤尾村、東根村、櫻村、北鄉村和西根村與角田町合併。昭和33年（1958年），角田町改制成現今的角田市。
2011年3月11日的東日本大震災在角田市引發震度6弱的地震，並造城當地共13棟住宅全毀、80棟非住宅建築全毀，以及158棟住宅嚴重毀損或是半毀。當地的公共設施受損總額為49億5675萬日圓。

## 行政
現任市長黑須貫於2024年7月在選舉中成功連任，其任期將持續至2028年8月。

## 經濟
根據日本2015年的國勢調查統計，角田市的就業人口中約7.8%從事第一級產業，39.2%的就業人口從事第二級產業，其餘的52.9%則從事第三級產業。當地的農業以生產稻米、食用牛等農產品為主。製造業方面，角田市内除了聚集汽車零件製造商與販售日常生活用品等相關企業之外，日本的宇宙航空研究開發機構等各種產業也在當地設置據點，因此角田市相當盛行製造業，其生產額佔全市總生產額約50%以上。而當地的第二級產業則以生產輸送用機械和電子元件等為主。

## 教育
角田市内共有6所小學校、3所中學校和1所高等學校。根據2022年的統計，市內的小學校共有1121名學生，中學校共有769名學生，高等學校則共有369名學生。

## 交通
國道113號與國道349號在角田市内交會，為當地的主要道路。鐵路方面，阿武隈急行的阿武隈急行線通過角田市，並由北往南設置岡站、橫倉站、角田站和南角田站。

## 姐妹城市
角田市與以下日本行政區為友好姐妹城市:
| 市町村 | 都道府縣 | 締結日期      |
| ------ | -------- | ------------- |
| 石川町 | 福島縣   | 1978年4月16日 |
| 栗山町 | 北海道   | 1978年8月26日 |
| 目黑區 | 東京都   | 2008年5月31日 |

角田市與以下外國城市為友好姐妹城市:
| 國家 | 城市                     | 締結日期      |
| ---- | ------------------------ | ------------- |
| 美国 | 格林菲爾德（印第安納州） | 1990年9月12日 |